# ジャベリン (地対空ミサイル)
ジャベリン（英語: Javelin）は、イギリスが開発した近距離防空ミサイルである。
“ジャベリン(Javelin)”とは、「投げて用いる（投擲する）槍」を意味する。

## 概要
ジャベリンは先代のブローパイプ携行地対空ミサイルの改良型であり、イギリス第2世代の携帯式防空ミサイルシステム（MANPADS）として、1979年より開発された。
第1世代のブローパイプは、オペレーターがジョイスティックによる手動操縦で目標まで誘導するという手動指令照準線一致誘導方式（MCLOS）を採用しており、高速で機動する攻撃機に対しては、十分な有効性を確保することができなかった。このことから、より自動化された無線式半自動指令照準線一致誘導方式（SACLOS）を採用するように改良したのがジャベリンである。また、弾頭もやや大型化されているが、ミサイルの空力設計などは多くがブローパイプと同様であり、ミサイルの翼が折畳式ではなく、発射筒収納時には弾体前半部に配置されていて発射時に結合される方式のために発射チューブの前半分が太くなっていることも同様である。
ジャベリンは、基本的には兵士が個人で携行し肩撃ち方式により発射される地対空ミサイルであるが、専用の小型ランチャーもあり、3連装とした専用の発射装置(LML, Lightweight Multiple Launcher)も用意されている。SACLOS方式の採用により、誘導にあたっては、フレアなどの誘導妨害には強いが、雲や霧の影響を受けやすい。また、敵機の主な捜索方式は、目視およびテレビカメラによるものである。
イギリス陸軍では1984年より就役を開始し、アフガニスタン紛争でも少数がムジャーヒディーンに供与されて使用されたと言われている。しかし、無線SACLOS方式でも航空機の追尾が難しかったことから、レーザーSACLOS方式を採用したスターバースト・ミサイルに更新されて、1993年には退役した。
ミサイルの単体価格は7万8000ドル。

## 運用国
- ボツワナ
- カナダ

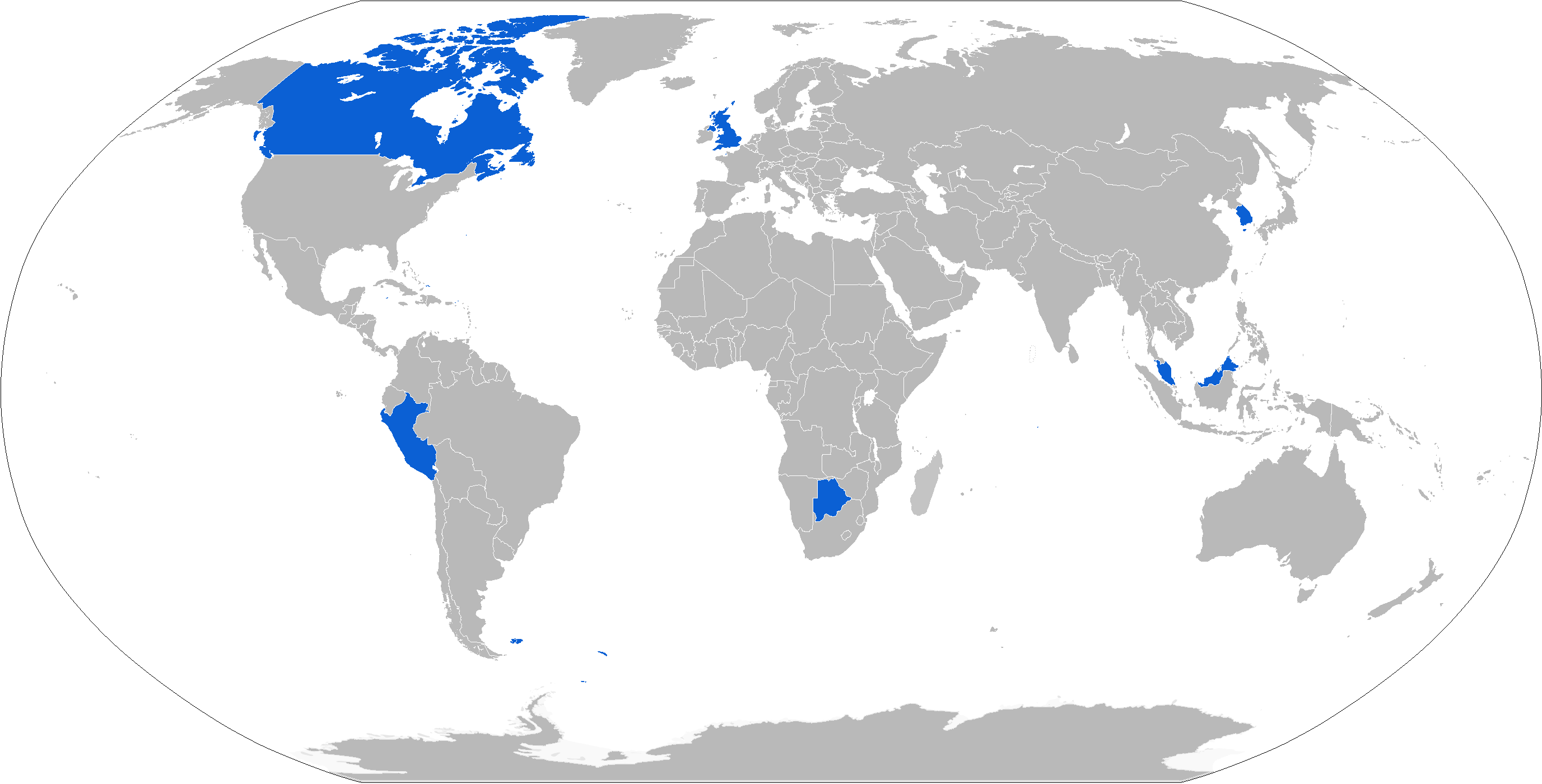
ジャベリンの運用国

- オマーン - 2023年時点で、オマーン陸軍が保有している[1]。
- イギリス
- ペルー
- 韓国[2]

### 参照元
- Jane's Land-Based Air Defence 2005-2006, ISBN 0-7106-2697-5
- www.fas.org. “Javelin” (HTML) (英語). 2022年5月2日閲覧。